# Лук трёхфутовый
Лук трёхфутовый (лат. Allium tripedale) — многолетнее травянистое растение, вид рода Лук (Allium) семейства Луковые (Alliaceae).

## Распространение и экология
В природе ареал вида охватывает южные районы Закавказья.
Произрастает в расщелинах скал.

## Ботаническое описание
Многолетнее растение с шаровидной луковицей диаметром около 1,5 см и стеблем высотой 50—90 см, примерно на треть одетый влагалищем последнего листа.
Листья тонкие, шириной 1—1,5 см.
Зонтик пучковатый, многоцветковый, довольно густой. Цветоножки неравные, в два—четыре раза длиннее околоцветника. Листочки колокольчатого околоцветника белые, острые, длиной 12—15 мм, внутренние яйцевидные, наружные продолговатые. Нити тычинок почти в три раза короче листочков околоцветника, шиловидные.

## Таксономия
Вид Лук трёхфутовый входит в род Лук (Allium) семейства Луковые (Alliaceae) порядка Спаржецветные (Asparagales).
|  |                                      |  |                                                             |                                                             |                   |  | ещё 24 семейства (согласно Системе APG II) | ещё 24 семейства (согласно Системе APG II) |                     |  |  |  | ещё более 870 видов |
|  |                                      |  |                                                             |                                                             |                   |  | ещё 24 семейства (согласно Системе APG II) | ещё 24 семейства (согласно Системе APG II) |                     |  |  |  | ещё более 870 видов |
|  |                                      |  |                                                             | порядок Спаржецветные                                       |                   |  |                                            |                                            | род Лук             |  |  |  |                     |
|  |                                      |  |                                                             | порядок Спаржецветные                                       |                   |  |                                            |                                            | род Лук             |  |  |  |                     |
|  | отдел Цветковые, или Покрытосеменные |  |                                                             |                                                             | семейство Луковые |  |                                            |                                            | вид Лук трёхфутовый |  |  |  |                     |
|  | отдел Цветковые, или Покрытосеменные |  |                                                             |                                                             | семейство Луковые |  |                                            |                                            |                     |  |  |  |                     |
|  |                                      |  | ещё 44 порядка цветковых растений (согласно Системе APG II) | ещё 44 порядка цветковых растений (согласно Системе APG II) |                   |  |                                            | ещё около 300 родов                        | ещё около 300 родов |  |  |  |                     |
|  |                                      |  |                                                             | ещё 44 порядка цветковых растений (согласно Системе APG II) |                   |  |                                            |                                            | ещё около 300 родов |  |  |  |                     |

### Синонимы
- Allium roseum subsp. persicum Bornm.
- Nectaroscordum persicum (Bornm.) Bornm.
- Nectaroscordum tripedale (Trautv.) Traub — Нектароскордум трёхфутовый